# Mikoyan-Gurevich SN
Mikoyan-Gurevich SN là một mẫu máy bay chiến đấu thử nghiệm của không quân Xô Viết trong thập nhiên 1950. Mặc dù lúc này các tên lửa không đối không có dẫn đường đã được đưa vào trang bị nhưng MiG SN trung thành với thiết kế chỉ trang bị pháo 23 mm.

## Lịch sử
Mặc dù những thử nghiệm đã kết thúc vào năm 1951 bắt nguồn từ những mẫu máy bay của phong thiết kế Sukhoi, nhưng các mẫu máy bay tiếp theo của MiG vẫn được tiếp tục phát triển, sau khi MiG-15 ra đời, nó có một hệ thống vũ khí nổi bật với 2 pháo 23 mm, khái niệm cơ bản về trang bị súng sử dụng trông không chiến được OKB MiG sử dụng vào các mẫu máy bay tiếp theo của mình bất chấp thời đại của tên lửa đang đến gần. Vào năm 1953, các chuyến bay thử nghiệm của một mẫu máy bay tinh vi hiện đại hơn được thực hiện, mẫu máy bay này có tên gọi lúc đầu là Izdeliye SN. Một sự biến đổi của MiG-17, MiG SN là máy bay chiến đấu đầu tiên của phòng thiết kế MiG có khe hút không khí nằm ở 2 bên thân, động cơ VK-1A lực đẩy 2.900 kg. Sự sắp đặt này cho phép lắp đặt hệ thống vũ khí SV-25 gồm 3 pháo TKB-495 23 mm đặt không đối xứng (một ở giữa và 2 ở bên cánh phải). Hệ thống vũ khí được điều khiển hoạt động bằng điện, nó có thể quét góc từ 27° 26' xuống 9° 48', hệ thống SV-25 khi hoàn thành có trọng lượng 469 kg. Những cuộc thử nghiệm với SN đã bị ngừng do người ta có kế hoạch lắp đặt hệ thống tên lửa không đối không hiện đại.

## Thông số kỹ thuật (MiG SN)

### Đặc điển riêng
- Phi đoàn: 1
- Chiều dài: 12.33 m
- Sải cánh: 9.63 m
- Chiều cao: 3.80 m
- Diện tích cánh: 22.60 m²
- Trọng lượng rỗng: 4.152 kg
- Trọng lượng cất cánh: 5.620 kg
- Động cơ: 1x động cơ phản lực Klimov VK-1A lực đẩy 2.900 kg

### Hiệu suất bay
- Vận tốc cực đại: 1.058 km/h
- Tầm bay: N/A
- Trần bay: 14.500 m
- Lực nâng của cánh: N/A
- Lực đẩy/trọng lượng: N/A

### Vũ khí
- 3x pháo TKB-495 23 mm

## Nội dung liên quan
MiG I-350 - MiG I-360 - MiG SN - MiG I-370 - MiG Ye-2 - MiG Ye-4 - MiG Ye-5 - MiG Ye-50